# Scopula demutaria
Scopula demutaria är en fjärilsart som beskrevs av Brd. 1846. Scopula demutaria ingår i släktet Scopula och familjen mätare. Inga underarter finns listade.